# Sheets Peak
Der Sheets Peak ist ein über 1800 m hoher Berg im westantarktischen Marie-Byrd-Land. Er ragt 1,5 km nordwestlich des Koopman Peak an der Nordseite der Wisconsin Range in den Horlick Mountains auf.
Der United States Geological Survey kartierte den Berg anhand eigener Vermessungen und mittels Luftaufnahmen der United States Navy aus den Jahren zwischen 1960 und 1964. Das Advisory Committee on Antarctic Names benannte ihn 1967 nach dem Journalisten Joseph D. Sheets, der an der Operation Deep Freeze der Jahre 1965, 1966 und 1967 beteiligt war.